# Nacionalni park Shenandoah
Shenandoah je nacionalni park u Virginiji, SAD. Nalazi se u Appalachian gorju i uz Great Smoky Mountains je najposjećeniji nacionalni park u SAD-u.